# سوگیتانی زنجوبو
سوگیتانی زنجوبو (به ژاپنی: 杉谷善住坊); زمان تولد نامشخص – ۵ اکتبر ۱۵۷۳) وی به عنوان سوءقصد کننده با تفنگ به اودا نوبوناگا شهرت دارد.
به غیر از اینکه روشن است که در تیراندازی با تفنگ فتیله ای ماهر بوده‌است بقیه زندگی وی در ابهام است. گفته می‌شود که یک نینجا در دوره آزوچی-مومویاما در ژاپن بود. همچنین گفته می‌شود که وی صاحب یک قلعه در کومونو، میئه در ولایت ایسه بوده‌است یا به عنوان مزدور در خدمت سایکا شو، نگورو شو یا شکارچی بوده‌است.
وی برای ترور از خاندان روکاکو که از نوبوناگا کینه شخصی داشتند، دستور گرفته‌است. در طی محاصره کانگاساکی (۱۵۷۰) هنگامی که نوبوناگا با حمله ناگهانی آزای ناگاماسا روبرو شد به‌طور موقت منطقه نبرد را ترک کرد و به سوی کیوتو گریخت. در سال ۱۵۷۰ ماه پنجم روز نوزدهم هنگامی که نوبوناگا در حال بازگشت به قلعه گیفو بود، سوگیتانی زنجوبو در جاده کمین کرده و از فاصله تقریباً ۲۰ متری با تفنگ دو تیر به سمت نوبوناگا شلیک کرد که بر اثر آن وی تنها یک خراش سطحی برداشت. زنجوبو سپس از محل گریخت. نوبوناگا که بشدت از این حادثه قصد ترور خشمگین شده بود دستور اکید داد که حتماً وی را پیدا و دستگیر کنند. وی در معبد آمیدا در شهرستان تاکاشیما، شیگا پنهان شده بود که توسط ایسونو کازوماسا حاکم این منطقه و از ملازمان قدیم خاندان آزای دستگیر شد. وی به خاندان اودا تحویل داده شد. وی ابتدا توسط سوگایا ناگایوری و هاگوری شیگه‌ماسا شکنجه شد سپس جهت اعدام بدن وی در داخل خاک فرو برده شد بطوریکه فقط سر وی بیرون از زمین بود و با یک اره به آهستگی سر وی قطع شد.